# ブラックドラゴン
『ブラックドラゴン』（BLACK DRAGON）は、カプコンより1987年に発売された業務用アクションゲーム。
日本国外版のタイトルは主人公の名前と同じ「Black Tiger」。その後のカプコン製ゲーム全般で使用される通貨単位『ゼニー』の初登場は本作である。
スティーヴン・スピルバーグ監督映画『レディ・プレイヤー1』（2018年）の原作者アーネスト・クラインは最も好きなゲームとして本作を挙げており、原作小説である『ゲームウォーズ』（2014年）でもプロットに使用された。

## ゲーム内容

### システム
全8ステージ。8方向レバーでキャラクターの移動と攻撃ボタンとジャンプボタンを使用する。このゲームは残機とライフを併用したものとなっており、残機は初期設定で3人、バイタリティは1つしかないが、一定のスコア獲得で1目盛り拡張する。またブラックタイガーはアーマーを装備しており、攻撃を受けると画面下に示したアーマーが色によって変わっていき、0になると剥がされてしまう。アーマーを装備していない状態で敵や敵の攻撃に触るとバイタリティを1つ（一部では2つ）消耗し、0になると1ミス。またステージ途中にある特定のトラップ（サボテン、溶岩、トゲの山など）に落ちたりタイムが0になるとアーマーやバイタリティに関係なく即ミスとなる。

### アイテム
アイテムはステージの道中に落ちているものを拾うことと、買い物をすることで入手できる。買い物は獲得したゼニーを消費する。また、買い物でなくとも鍵を持っていると宝箱を開けることができるが、中にはダメージを受けるトラップが設けられているものもある。このシステムは後に同社のアーケードゲーム『マジックソード』（1990年）に受け継がれた。

## ストーリー
はるか昔、天空より稲妻とともに現れた3匹のドラゴンによって1つの王国が闇の中に葬られた。しかし、長い暗黒の時代は王国に1人の勇者を誕生させた。彼の名は「ブラックタイガー」。タイガーは王国に光と平和を取り戻すべく、戦いの旅に出た。

## 他機種版
| No. | タイトル                                                  | 発売日                                        | 対応機種                                                          | 開発元   | 発売元        | メディア                                        | 型式                  | 売上本数 | 備考               |
| --- | --------------------------------------------------------- | --------------------------------------------- | ----------------------------------------------------------------- | -------- | ------------- | ----------------------------------------------- | --------------------- | -------- | ------------------ |
| 1   | SON SON II                                                | 1989年1月27日                                 | PCエンジン                                                        | カプコン | NECアベニュー | 2メガビットHuCARD                               | H54G1003              | -        |                    |
| 2   | Black Tiger                                               | 1990年                                        | Amiga Amstrad CPC Atari ST コモドール64 ZX Spectrum               | Softworx | U.S. Gold     | フロッピーディスク カセットテープ               | -                     | -        |                    |
| 3   | Capcom Classics Collection Remixed                        | 2005年3月21日                                 | PlayStation Portable                                              | カプコン | カプコン      | UMD                                             | ULUS-10097 ULES-00347 | -        | アーケード版の移植 |
| 4   | Capcom Classics Collection Volume 2                       | 2006年11月24日                                | PlayStation 2 Xbox                                                | カプコン | カプコン      | DVD-ROM                                         | SLUS-21473 SLES-54561 | -        | アーケード版の移植 |
| 5   | ブラックドラゴン                                          | 2010年12月7日 PAL 2011年1月21日 2011年1月24日 | Wii                                                               | カプコン | カプコン      | ダウンロード （バーチャルコンソールアーケード） | -                     | -        | アーケード版の移植 |
| 6   | カプコンアーケードキャビネット -レトロゲームコレクション- | 2013年2月19日 2013年2月20日                   | PlayStation 3 （PlayStation Network） Xbox 360 Xbox Live Arcade） | M2       | カプコン      | ダウンロード                                    | -                     | -        | アーケード版の移植 |
| 7   | カプコンアーケード2ndスタジアム Capcom Arcade 2nd Stadium | 2022年7月22日                                 | Nintendo Switch PlayStation 4 Xbox One PC（Steam）                | カプコン | カプコン      | ダウンロード                                    | -                     | -        | アーケード版の移植 |

なお、PCエンジンの『SON SON II』は本作をベースとして、テーマを西遊記に変更したアレンジ移植作である。

## スタッフ
アーケード版
- プロデューサー：KIHAJI（岡本吉起）、TAKOPEE、MR.X
- キャラクター・デザイン：KURAMOYAN（倉本幸代）、SATOCHIN、KAWAMOYAN（河本憲孝）、MIYAJI、FUKUMOYAN（福本容子）、NONO（ののむらなおえ）、RATTCHAN（木嶋美紀）
- サウンド、音楽：TAMASAN（河本圭代）
- ハードウェア：CRAZY KUBOZOO（くぼぞのたかし）
- スペシャル・サンクス：BLBOM、AKIMAN（安田朗）、DONKUN、KAKKUN（かくたゆかり）、HANACHAN、WANFUU
- プログラマー：IMO.（AKAPA）（赤堀雅行）

PCエンジン版
- エグゼクティブ・プロデューサー：濱田典彦（カプコン）、なんぶしげのぶ（NECアベニュー）
- 企画：ひがしたにまさや、岡本吉起
- ディレクター：多部田俊雄（NECアベニュー）、松田浩二
- オブジェクト・デザイン：うえだすすむ、しょうのたかし
- スクロール・デザイン：ののむらなおえ、京谷有紀、倉本幸代、城戸美樹
- サウンド：坂口由洋、松前真奈美
- プログラマー：赤堀雅行、伊藤嘉人
- スペシャル・サンクス：安田朗

## 評価
PCエンジン版
ゲーム誌『ファミコン通信』のクロスレビューでは合計25点（満40点）、『マル勝PCエンジン』では5・6・6・8の合計25点（満40点）、『PC Engine FAN』の読者投票による「ゲーム通信簿」での評価は以下の通りとなっており、21.98点（30点満点）となっている。また、この得点はPCエンジン全ソフトの中で162位（485本中、1993年時点）となっている。同雑誌1993年10月号特別付録の「PCエンジンオールカタログ'93」では「かわいいキャラと軽快な音楽が特徴のゲーム」と紹介されている。
| 項目 | キャラクタ | 音楽 | 操作性 | 熱中度 | お買得度 | オリジナリティ | 総合  |
| 得点 | 4.31       | 3.61 | 3.65   | 3.83   | 3.41     | 3.18           | 21.98 |